# Parque General San Martín
O Parque General San Martin é o principal e mais antigo parque de Mendoza. Abrange 307 hectares de áreas cultivadas, 17 km de trilha e em 1986 se expandiu. Ele está localizado na cidade de Mendoza, a maior no oeste da Argentina. O parque é limítrofe às avenidas Emílio Civit Park (norte), San Francisco de Assis (sul) e Boulogne Sur Mer (leste). Enquanto a cordilheira de Mendoza é o limite oeste.
Dentro do parque está localizado o Estádio Malvinas Argentinas e a Universidade Nacional de Cuyo.